# NGC 2860
NGC 2860 is een balkspiraalstelsel in het sterrenbeeld Lynx. Het hemelobject werd op 17 maart 1884 ontdekt door de Franse astronoom Édouard Jean-Marie Stephan.

## Synoniemen
- UGC 5007
- MCG 7-20-3
- ZWG 209.65
- ZWG 210.5
- IRAS 09216+4116
- PGC 26685